# Albert Nađ
Albert Nađj (en serbio: Алберт Нађ; en húngaro: Nagy Albert) (Zemun, Yugoslavia, 29 de octubre de 1974) es un exfutbolista internacional serbio, de etnia magiar. El último equipo en el que jugó profesionalmente, hasta 2009, fue el Čukarički.

## Trayectoria
Nađ nació en Zemun, hijo de padre húngaro y madre serbia. Comenzó en su club local, el Teleoptik. Más tarde se unió al sistema juvenil del Partizan, haciendo su debut con el primer equipo en la campaña ganadora del título 1992-93. Posteriormente, Nađ fue uno de los jugadores más regulares del equipo en la temporada 1993-94, ya que ganaron el doblete. Pasó otros dos años en el país, obteniendo un título de liga nacional más en 1996, mientras era capitán del equipo. En total, Nađ hizo 111 apariciones en la liga y anotó ocho goles para el Partizan bajo el mando del entrenador Ljubiša Tumbaković entre 1992 y 1996.
En julio de 1996, Nađ se mudó a España y firmó con el Betis.  Hizo 30 apariciones en la liga en su temporada de debut en La Liga, ya que el club terminó en cuarto lugar. Nađ se quedó en el Betis por una temporada más, antes de mudarse cedido al Oviedo en el verano de 1998. Finalmente fue adquirido por Oviedo en julio de 1999.  Sin embargo, Nađ solo hizo 16 apariciones en la temporada 1999-2000. Más tarde fue cedido al club de segunda división Elche hasta el final de la temporada 2000-01. Después de regresar del préstamo, Nađ pasó otra temporada con Oviedo, antes de dejar el club debido a salarios impagos en agosto de 2002.
En septiembre de 2002, Nađ regresó oficialmente a su club de origen, el Partizan, firmando un contrato de un año. Ganó la liga nacional en su temporada de regreso. A principios de 2004, Nađ firmó una extensión de 18 meses a su contrato con el club. También fue miembro del equipo que ganó el título con un récord invicto en 2005. Poco después, Nađ firmó una extensión de tres años a su contrato con el Partizan. Dejó el club de mutuo acuerdo en julio de 2007. En agosto de 2007, Nađ se fue al extranjero nuevamente y se unió al equipo ruso Rostov, junto con Ivica Kralj. No pudieron ayudar al club a evitar el descenso de la Premier League, terminando último en la tabla. Finalmente, Nađ dejó Rostov en diciembre de 2007, junto con Kralj y algunos otros jugadores. En enero de 2008, Nađ firmó un contrato de dos años y medio con el Čukarički. Jugó su último partido de carrera con el Čukarički en el último encuentro de liga de la temporada 2008-09, contra su club de origen, el Partizan, el 30 de mayo de 2009. Después de ser ovacionado por los Grobari en el minuto 68, Nađ respondió levantando su camiseta del Čukarički para revelar la camiseta del Partizan debajo. Fue sustituido en el minuto 76, poniendo fin a su carrera como jugador activo. 
En agosto de 2007, Nađ se fue al extranjero nuevamente y se unió al equipo ruso Rostov, junto con Ivica Kralj. No pudieron ayudar al club a evitar el descenso de la Premier League, terminando último en la tabla. Finalmente, Nađ dejó Rostov en diciembre de 2007, junto con Kralj y algunos otros jugadores.
En enero de 2008, Nađ firmó un contrato de dos años y medio con el Čukarički.  Jugó su último partido de carrera con el Čukarički en el último encuentro de liga de la temporada 2008-09, contra su club de origen, el Partizan, el 30 de mayo de 2009. Después de ser ovacionado por los Grobari en el minuto 68, Nađ respondió levantando su camiseta del Čukarički para revelar la camiseta del Partizan debajo. Fue sustituido en el minuto 76, poniendo fin a su carrera como jugador activo.
Ha sido 45 veces internacional con la selección de fútbol de Serbia y Montenegro y ha marcado 3 goles. Formó parte del combinado de su país que acudió a la Eurocopa de Bélgica y Holanda de 2000.

## Carrera posterior
En diciembre de 2009, Nađ fue nombrado como coordinador deportivo del Partizán. En mayo de 2013, Nađ pasó a ser director de fútbol del Partizán, cargo que abandonó a la finalización del contrato en mayo de 2014.
A principios de 2017, Nađ se convirtió en director deportivo del equipo Rakovica de la Liga Serbia de Belgrado y, al mismo tiempo, asumió el papel de entrenador en el club.
En agosto de 2019, Nađ regresó al Partizan y se unió al equipo de Savo Milošević como asistente. Desempeñó el papel durante menos de tres meses, antes de reemplazar a Žarko Lazetić como entrenador de su club afiliado, Teleoptik.
En agosto de 2022, volvió a ser entrenador asistente del FK Partizan cuando Gordan Petrić se convirtió en entrenador en jefe. Permaneció en este puesto hasta el 29 de abril de 2024 cuando, a falta de cinco partidos para el final de la temporada 2023-24, fue nombrado entrenador en jefe del Partizan, en sustitución del saliente Igor Duljaj.